# Partido Mexicano Socialista
Die Partido Mexicano Socialista (PMS) war die linkspolitisch ausgerichtete Mexikanische Sozialistische Partei, die 1988 aus der im Jahr zuvor mit der Partido Mexicano de los Trabajadores (PMT) zusammengeschlossenen Partido Socialista Unificado de México (PSUM) hervorging.
1989 schloss sich die PMS Cuauhtémoc Cárdenas Solórzanos und anderen Vertretern der Partido Revolucionario Institucional (PRI) bei der Gründung der Partido de la Revolución Democrática (PRD) an.